# Springtown (Texas)
Springtown é uma cidade localizada no estado norte-americano de Texas, no Condado de Parker.

## Demografia
Segundo o censo norte-americano de 2000, a sua população era de 2062 habitantes.
Em 2006, foi estimada uma população de 2788, um aumento de 726 (35.2%).

## Geografia
De acordo com o United States Census Bureau tem uma área de
7,1 km², dos quais 7,1 km² cobertos por terra e 0,0 km² cobertos por água. Springtown localiza-se a aproximadamente 329 m acima do nível do mar.

## Localidades na vizinhança
O diagrama seguinte representa as localidades num raio de 16 km ao redor de Springtown.